# Otočac
Otočac [ˈɔtɔt͡ʃat͡s]  (ungarisch: Otocsán; deutsch: Ottocan, italienisch: Ottocio) ist eine Stadt in der kroatischen Gespanschaft Lika-Senj. Politisch umfasst das Gebiet der Stadt neben dem gleichnamigen Hauptort 21 weitere Ortschaften.

## Geschichte
Die Stadt war 1543 Schauplatz der Schlacht gegen die Türken, die mit einem entscheidenden Sieg für die Kroaten endete.
Die als Fortica (Ital.: Fortezza) bekannte Festung Otočac war im 17. Jahrhundert eine Festung im System der habsburgischen Militärgrenze. Ein Kommandant war Andree Bernhardin von Oberburg.

## Geographische Lage
Otočac liegt am Fluss Gacka, im westlichen Teil des Karstfeldes der Gacka (kroatisch: Gacko polje) zwischen dem Velebit-Gebirge und der Mala Kapela, auf einer Höhe von 459 Metern. Die Stadt liegt südöstlich von Senj, nordwestlich von Gospić und westlich der Plitvicer Seen.
Die Stadt selbst unterteilt sich in eine Unterstadt und eine Oberstadt.

## Demographie
Die Stadt zählte im Jahr 2021 8361 Einwohner, von denen 3882 im gleichnamigen Hauptort lebten. 91,18 % der Einwohner sind Kroaten, 7,25 % Serben. 1991 lebten auf dem Gebiet der damaligen, größeren Gemeinde Otočac noch 24.779 Einwohner, davon 65 % Kroaten und 32 % Serben. Ein Teil der Kroaten in Otočac spricht den čakavischen Dialekt, die Bunjewatzen den štokavischen Dialekt des Kroatischen. Mehrheitlich serbische Dörfer sind Gorići und Staro Selo.

## Ortschaften auf dem Gebiet der Stadt
| - Brlog - Brloška Dubrava - Čovići | - Dabar - Doljani - Donji Kosinj | - Drenov Klanac - Glavace - Gorići | - Hrvatsko Polje - Kompolje - Kuterevo | - Ličko Lešće - Lipovlje - Podum | - Prozor - Ramljani - Sinac | - Staro Selo - Škare - Švica |

## Tourismus
Der Fluss Gacka ist wegen seiner reichen Forellenvorkommen bei Sportanglern beliebt. Es gibt einen kleineren Sportflugplatz. Attraktive Ausflugsziele in der Region sind das Höhlensystem Bezdanjača am Berg Vatinovac und das Velebit-Bioreservat.

## Fotos

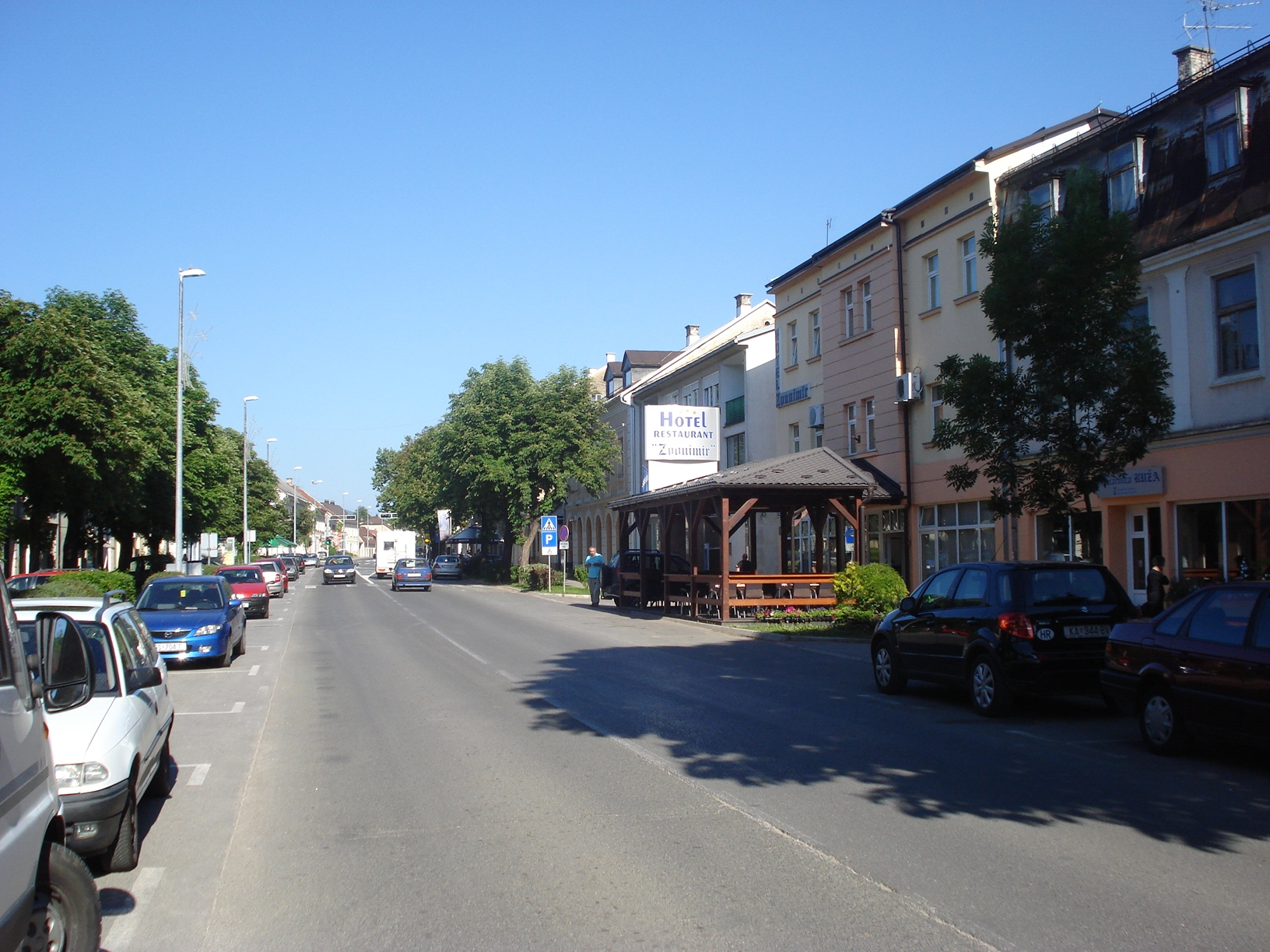
Otočac – Stadtmitte
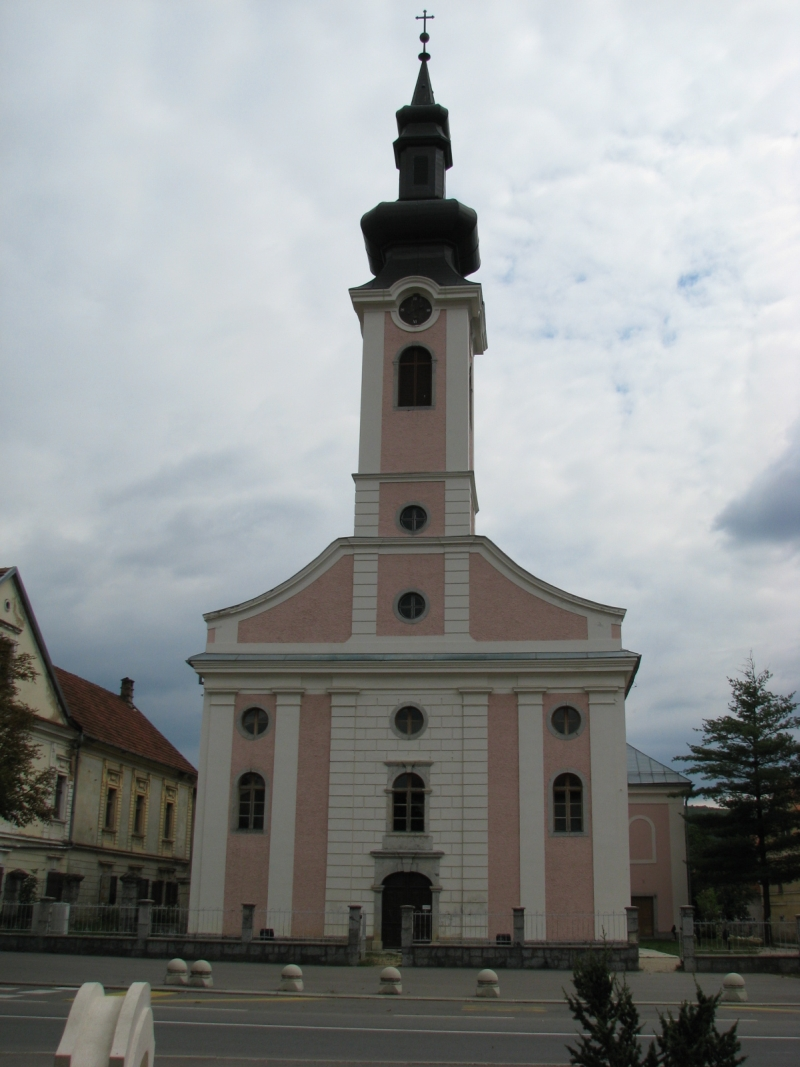
Kirche der Heiligen Dreifaltigkeit
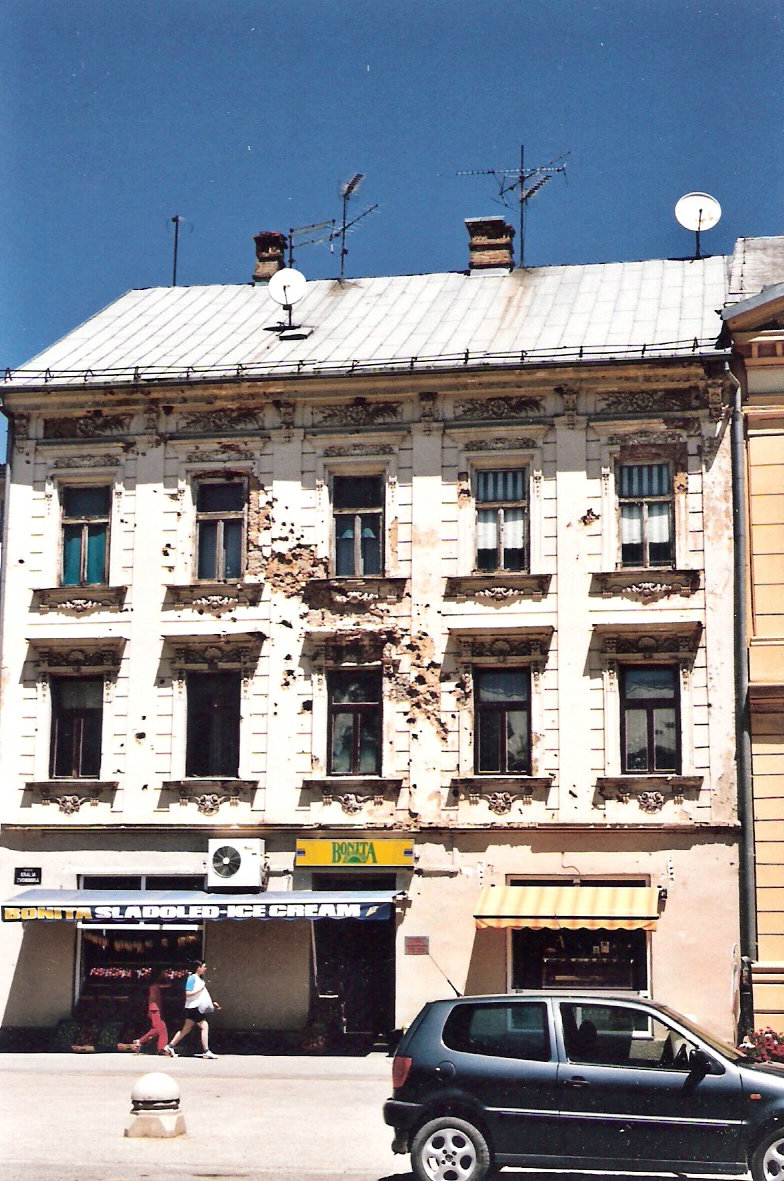
Gebäude beschädigt im Kroatienkrieg
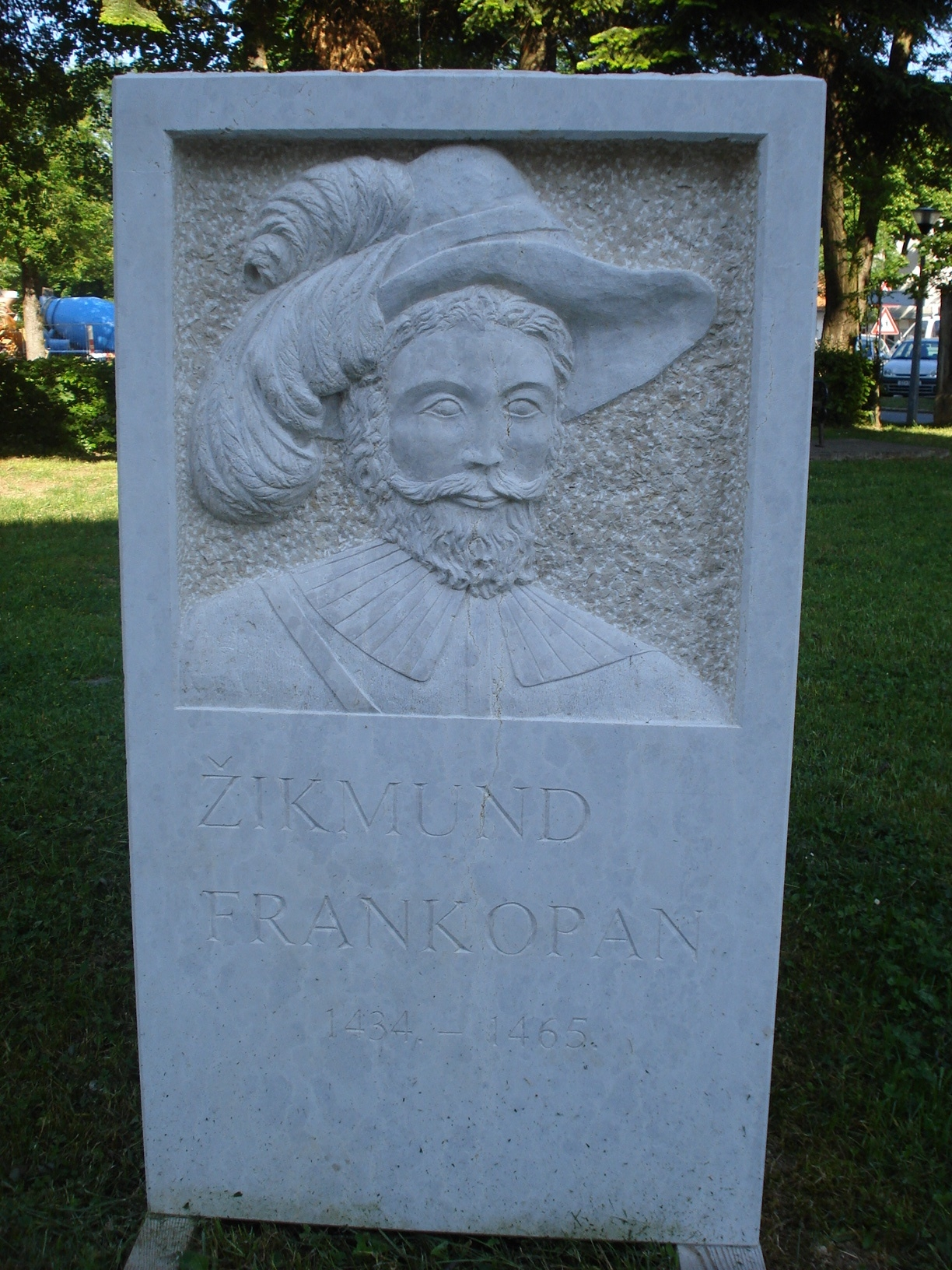
Das Denkmal des Žikmund (Sigismund) Frankopan, Herr der Stadt im 15. Jahrhundert
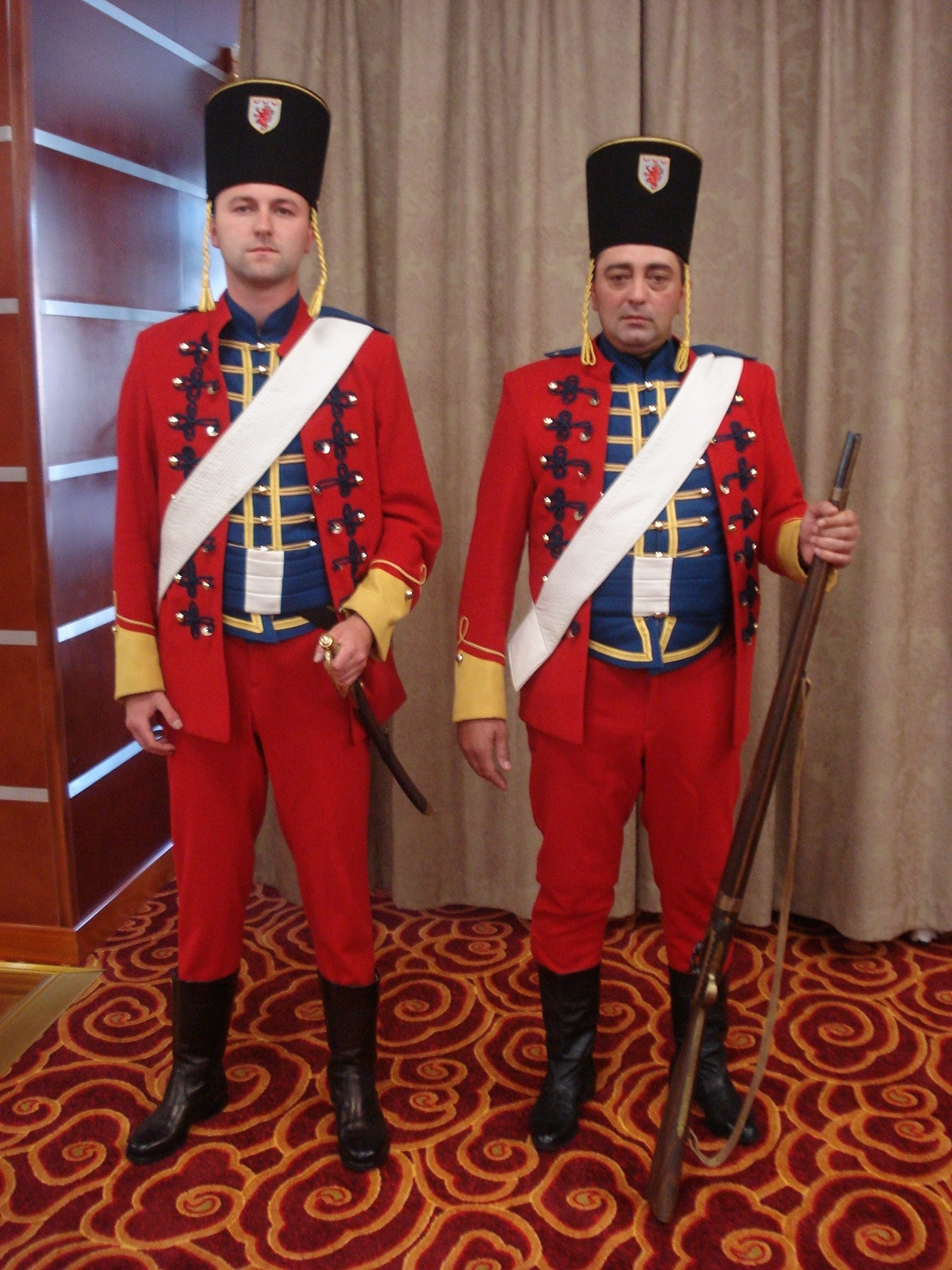
Otočaner Grenzwächter, 18. Jahrhundert
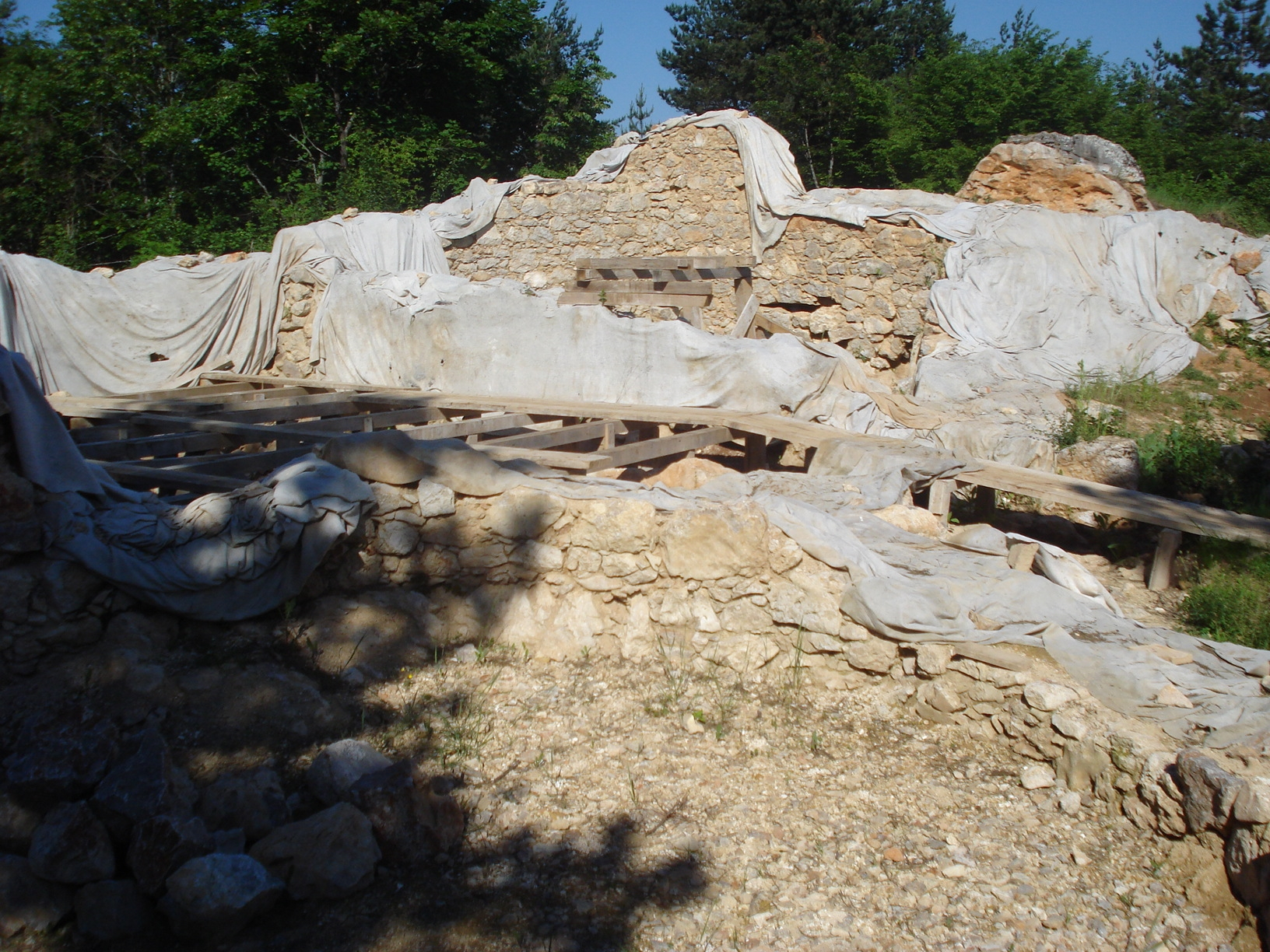
Festung Fortica, Ruinen der oberhalb der Stadt gelegene Bauwerk
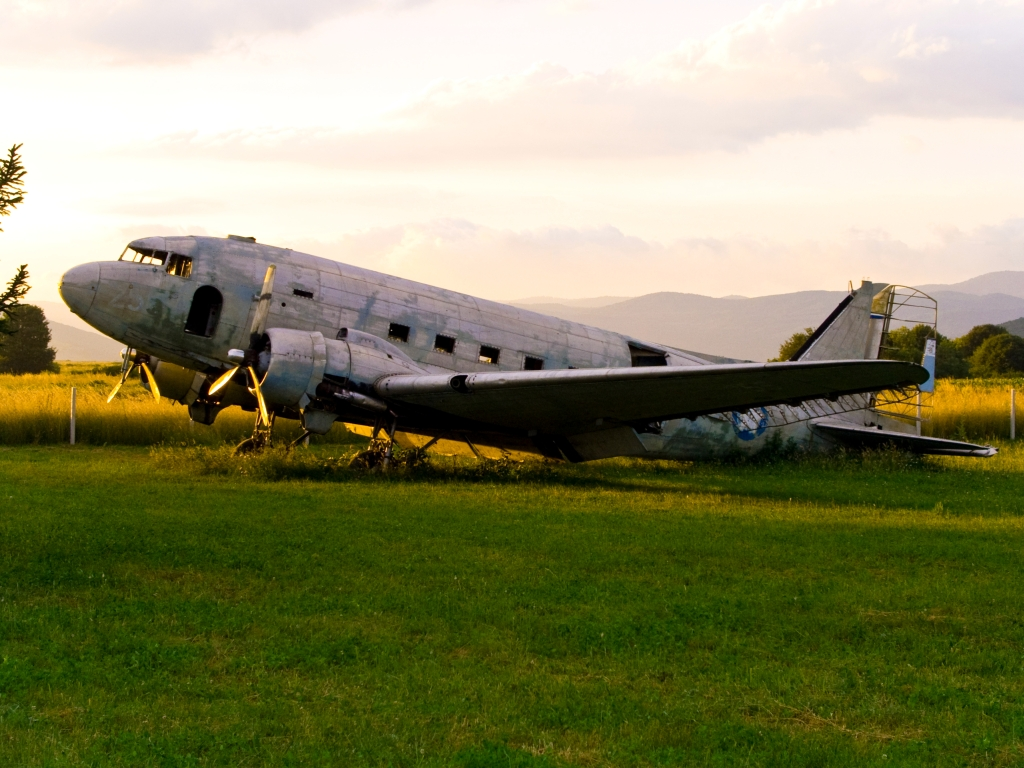
Douglas DC-3 auf dem ehemaligen Flughafen Otočac
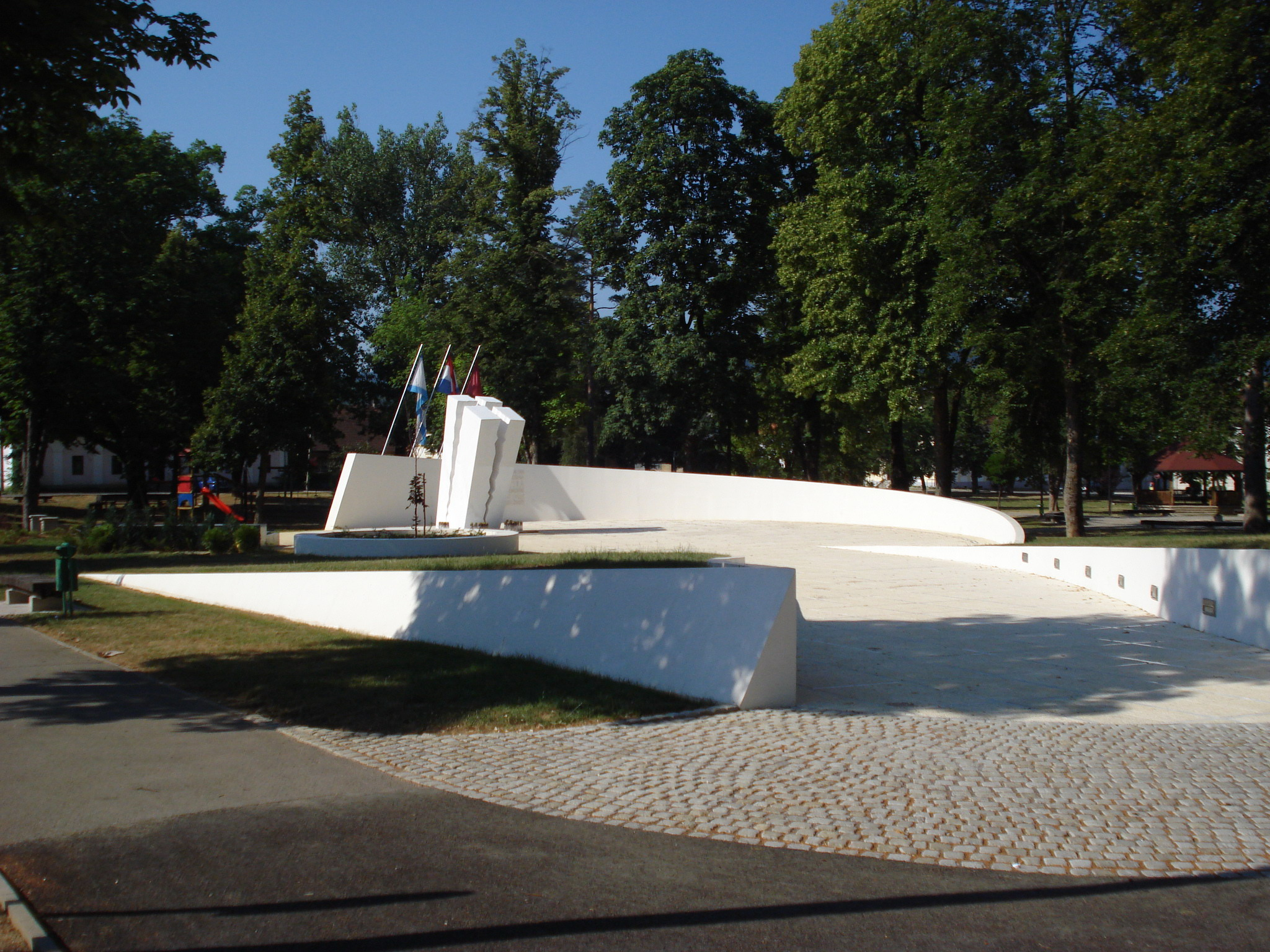
Denkmal der kroatischen gefallenen Soldaten des Kroatienkrieges im Stadtpark

## Söhne und Töchter der Stadt
- Petar Petrović Pecija (1877–1955), kroatischer Dramatiker und Erzähler.
- Jure Francetić (1912–1942), Ustascha-General, Kommandant der „Schwarzen Legion“
- Ivan Rukavina (1912–1992), General der Jugoslawischen Volksbefreiungsarmee
- Alfons Dalma (eigentlich: Stjepan Tomičić; 1919–1999), Journalist, Propagandist und Diplomat der Ustascha
- Stephan Sarkotić von Lovćen (1858–1939), k.u.k. General, geboren in Sinac bei Otočac
- Božidar Maljković (* 1952), Basketballtrainer und Vorsitzender im Amt des Nationalen Olympischen Komitees Serbiens